# 제임스 콜린스
제임스 마이클 콜린스(James Michael Collins, 1983년 8월 23일 ~ )는 웨일스의 은퇴한 축구 선수이다. 센터백으로 활약했다.